# Милан Милановић (фудбалер, 1991)
Милан Милановић (Косовска Митровица, 31. март 1991) српски је фудбалер.

## Каријера
Почео је да тренирао у Ибру из Лепосавића и потом наставио у млађим категоријама Земуна. Касније је био у Црвеној звезди, одакле је отишао у московску Локомотиву. Награђен је као најбољи играч омладинског тима за 2009. годину по избору навијача. Прикључен је првом тиму и преузео број 6 након одласка Бранислава Ивановића, али је углавном играо за резервни састав. Као слободан играч је прешао у Палермо. У Италији је провео шест година. Током пролећа 2019. играо је за Жељезничар из Бања Луке у Првој лиги Републике Српске. Једну сезону одиграо за Триглав из Крања и постигао седам погодака у Првој лиги Словеније али је та екипа испала из такмичења. Милановић је у септембру 2021. потписао за Раднички из Крагујевца. У Суперлиги Србије одиграо је осам утакмица. Следеће сезоне постао је играч Слоге из Добоја.